# Zbór Kościoła Adwentystów Dnia Siódmego w Pszczynie
Zbór Kościoła Adwentystów Dnia Siódmego w Pszczynie – zbór adwentystyczny w Pszczynie, należący do okręgu zachodniego diecezji południowej Kościoła Adwentystów Dnia Siódmego w RP.
Pastorem zboru jest kazn. Marcin Pycia. Nabożeństwa odbywają się w kościele przy ul. Sokoła 7 każdej soboty o godz. 9.30.